# Leutbert von Cambrai

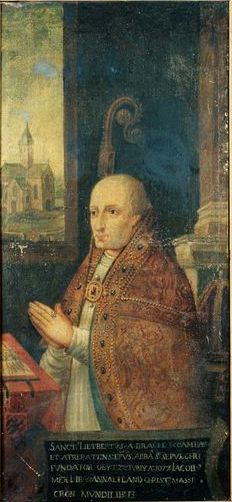
Leutbert von Cambrai; barockes Stifterbild in der Kathedrale von Cambrai

Leutbert von Cambrai, auch Lietbert, Libert, frz. Liébert; auch L. von Brakel, L. de Lessines (* um 1000 im Herzogtum Brabant; † 23. Juni 1076 in Cambrai ?) war von 1051 bis zu seinem Tod Bischof von Cambrai und Reichsfürst im Hochstift Cambrai. Im Erzbistum Cambrai wird er als Heiliger verehrt.

## Leben
Die Biografie Leutberts ist durch die Lebensbeschreibung Rudolfs, eines Mönchs der von Leutbert gegründeten Benediktinerabtei, bekannt. Darin nimmt die Erzählung der gescheiterten Heilig-Land-Wallfahrt den größten Raum ein. Rudolf berichtet, dass Leutbert 1054, drei Jahre nach Antritt seines Bischofsamts, mit einer großen Gruppe von Diözesanen, Männern und Frauen, eine Pilgerfahrt nach Jerusalem unternahm. Nach verschiedenen Gefahren und Schwierigkeiten erreichten sie Zypern, von wo sie aber durch furchtsame und betrügerische Seeleute statt nach Palästina nach Laodicea gebracht wurden. Dort entschlossen sie sich schließlich zur Heimkehr.
Nach der Rückkehr errichtete Leutbert verschiedene Stiftungen, darunter als wichtigste 1064 die Benediktinerabtei Zum Heiligen Grab (Saint-Sépulcre) in Cambrai, deren ursprüngliche Abteikirche eine Nachbildung der Grabeskirche in Jerusalem war.
Als Landesherr stand Leutbert in Konflikt mit Robert I. von Flandern sowie mit den Bürgern von Cambrai, die die Reichsunmittelbarkeit anstrebten.
Nach seinem Tod wurde Leutbert in der Abteikirche von Saint-Sépulcre bestattet.